# (17448) 1990 HU1
(17448) 1990 HU1 là một tiểu hành tinh vành đai chính. Nó được phát hiện bởi Robert H. McNaught ở Đài thiên văn Siding Spring ở Coonabarabran, New South Wales, Australia, ngày 27 tháng 4 năm 1990.